# Dinamo Aszchabad
Dinamo Aszchabad (turkm. Dinamo Aşgabat) – turkmeński klub piłkarski z siedzibą w stolicy Aszchabad.

## Historia
Chronologia nazw:
- ???—???: Dinamo Aszchabad

Drużyna piłkarska Dinamo została założona w mieście Aszchabad jeszcze do rozpoczęcia II wojny światowej.
W 1939 zespół startował w rozgrywkach Pucharu ZSRR. Po II wojnie światowej klub został rozformowany.

## Sukcesy
- 1/8 finału Pucharu ZSRR:

1939
- Mistrz Turkmeńskiej SRR:

1938, 1946, 1948, 1953
- Zdobywca Pucharu Turkmeńskiej SRR:

1939, 1940, 1945, 1946, 1947, 1955